# Uri Avner
Uri Avner (* 13. Januar 1941 in Petach Tikwa; † 10. Juni 2014) war ein israelischer Schachkomponist.

## Leben
Avner war national ein starker Partiespieler, jedoch nicht auf internationalem Meisterniveau. So gewann er mehrere starke Turniere in Israel. Er vertrat Israel bei den drei jährlichen World Student Team Chess Championships 1964, 1965 und 1966. Von 1979 bis 1988 nahm er für den Schachverein Tel-Aviv University an drei European Men’s Chess Club Cups teil. Seine höchste Elo-Zahl war 2260 im Januar 1982, seine höchste historische Elo-Zahl 2455 im Januar 1968.
Hervor trat Avner besonders als Verfasser von Schachaufgaben, wobei er seine erste Aufgabe im Alter von zwölf Jahren schuf. Fünf Jahre später gab er für zwei Jahrzehnte die Schachkomposition auf. Er gewann später viermal einen ersten Platz bei der Schachkompositionsweltmeisterschaft WCCT. Avner war seit 2009 Großmeister für Schachkomposition und von 2006 bis 2010 Präsident, danach Ehrenpräsident, der Permanenten Kommission der FIDE für Schachkomposition.
Als Autor und Bearbeiter verfasste Avner zahlreiche Fachbücher zur Schachkomposition und wirkte ein Vierteljahrhundert lang an der israelischen Schachkompositionszeitschrift Variantim mit.
Beruflich war Avner ein klinischer Psychologe. Im Juni 2014 erlag er einer langen Krankheit.

## Beispielaufgabe
|   | a | b | c | d | e | f | g | h |   |
| 8 |   |   |   |   |   |   |   |   | 8 |
| 7 |   |   |   |   |   |   |   |   | 7 |
| 6 |   |   |   |   |   |   |   |   | 6 |
| 5 |   |   |   |   |   |   |   |   | 5 |
| 4 |   |   |   |   |   |   |   |   | 4 |
| 3 |   |   |   |   |   |   |   |   | 3 |
| 2 |   |   |   |   |   |   |   |   | 2 |
| 1 |   |   |   |   |   |   |   |   | 1 |
|   | a | b | c | d | e | f | g | h |   |

Lösung:

1. b3 ! mit den Varianten:

1. … Sc1 2. Sf4

1. … Sf4 2. Sc1

1. … Sg1 2. Sd4

1. … Sd4 2. Sg1

und jeweils 3. Le2 matt
Siehe auch die ähnliche Aufgabe von Walentin Rudenko.